# Ronald William Gainer

Wappen von Ronald William Gainer

Ronald William Gainer (* 24. August 1947 in Pottsville) ist ein US-amerikanischer Geistlicher und emeritierter römisch-katholischer Bischof von Harrisburg.

## Leben
Der Bischof von Allentown, Joseph Mark McShea, weihte ihn am 19. Mai 1973 zum Priester.
Papst Johannes Paul II. ernannte ihn am 13. Dezember 2002 zum Bischof von Lexington. Der Erzbischof von Louisville, Thomas Cajetan Kelly OP, spendete ihm am 22. Februar des nächsten Jahres die Bischofsweihe; Mitkonsekratoren waren Joseph Edward Kurtz, Bischof von Knoxville, und Edward Peter Cullen, Bischof von Allentown. Als Wahlspruch wählte er Ex de plenitudine...gratiam pro gratia.
Am 24. Januar 2014 ernannte ihn Papst Franziskus zum Bischof von Harrisburg. Die Amtseinführung fand am 19. März desselben Jahres statt.
Am 25. April 2023 nahm Papst Franziskus seinen altersbedingten Rücktritt an.